# Filmfestivalen i Berlin

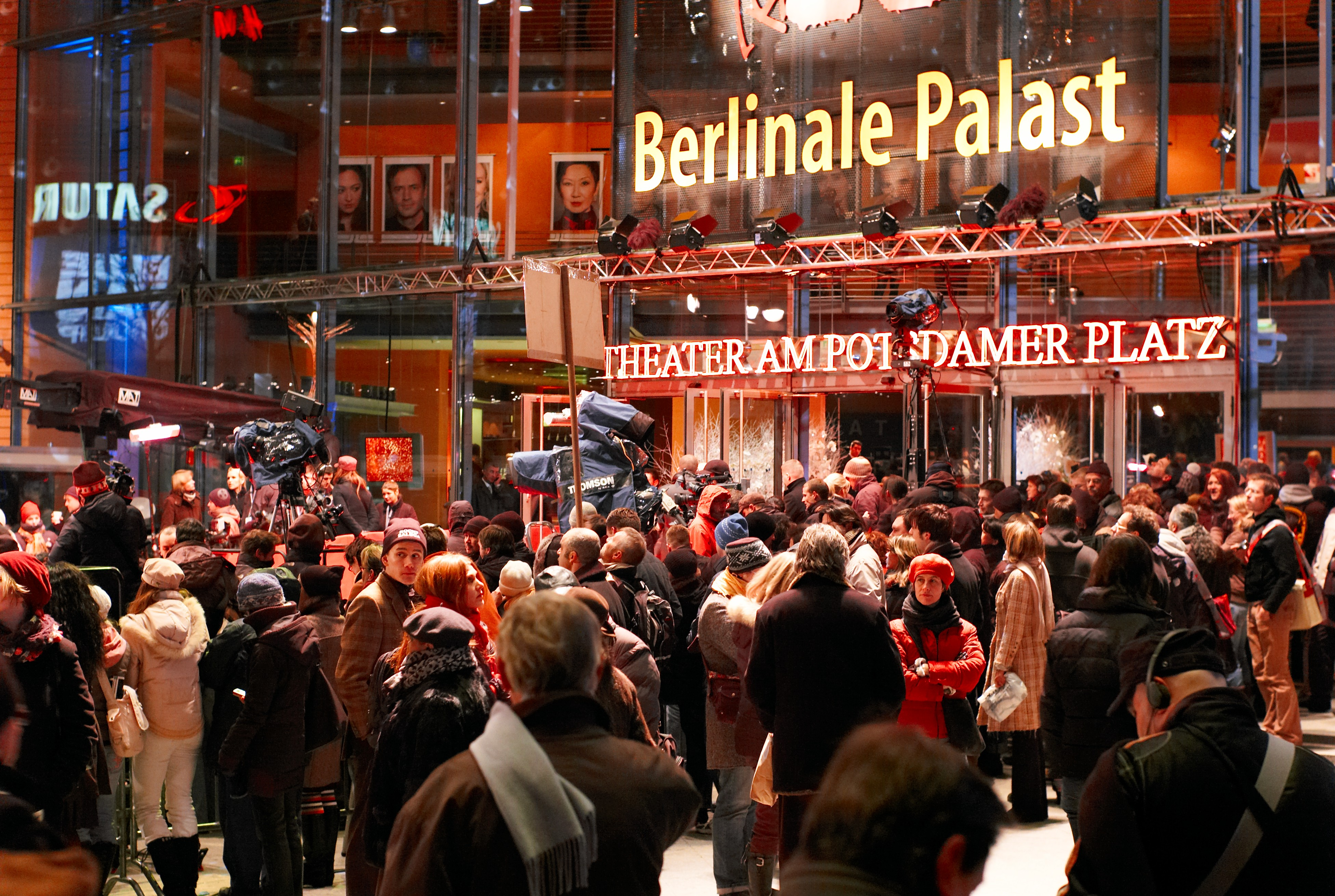
Berlinale Palast am Potsdamer Platz var 2008 plats för festivalen.

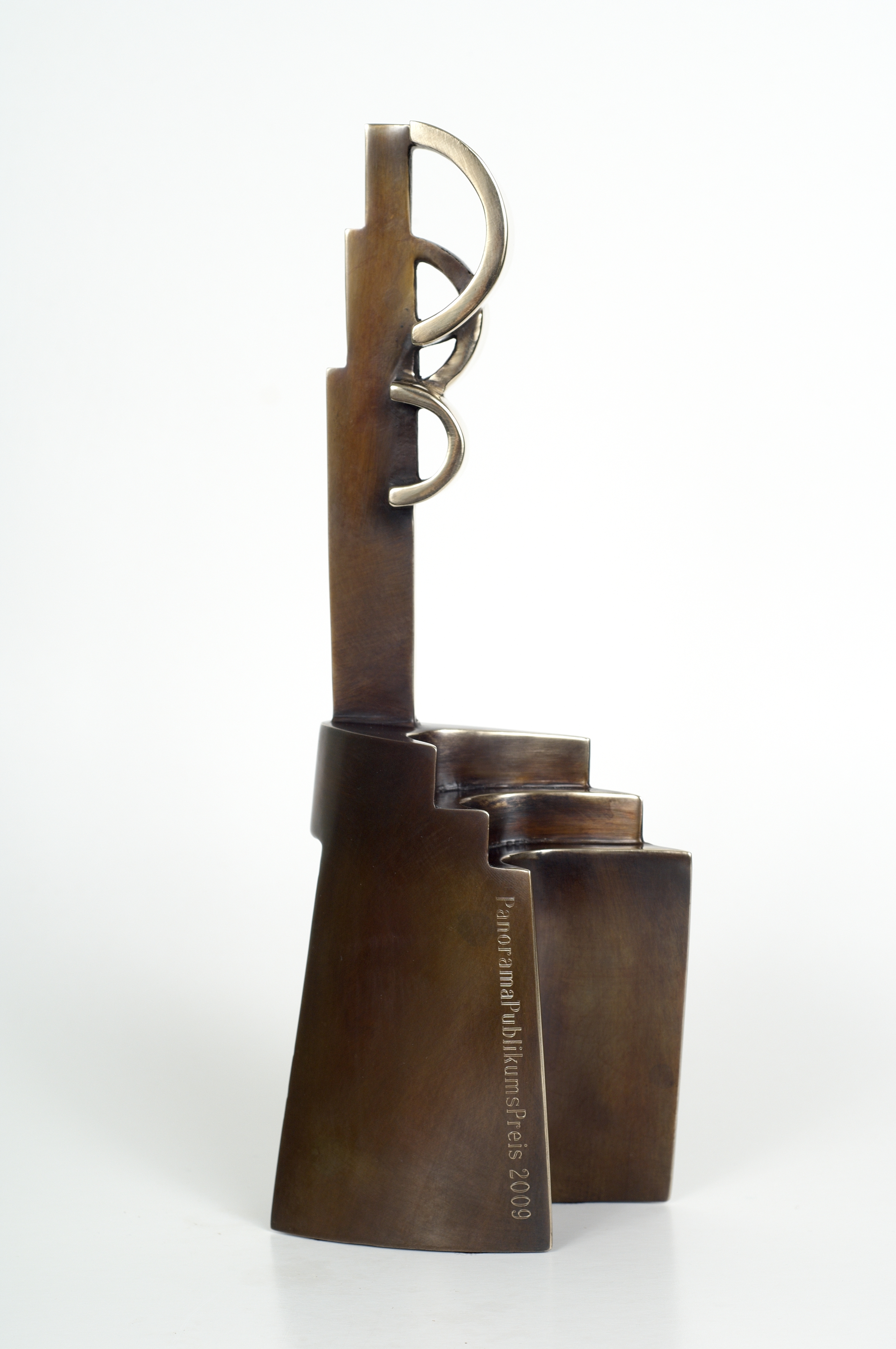
Publikpriset PPP Panorama Publikums Preis fick nytt utseende 2009, statyetten är designad av konstnären Christian Bilger.

Filmfestivalen i Berlin, egentligen Internationale Filmfestspiele Berlin eller kort Berlinale, är en årlig filmfestival i Berlin som tillhör världens stora filmfestivaler. På festivalen delas bland annat priserna Guldbjörnen och Silverbjörnen ut.

## Historia
Den första festivalen hölls 1951 och arrangerades varje sommar fram till 1978 då den flyttades till februari. Filmfestivalen går tillbaka till Oscar Martays initiativ. Martay var officer vid den amerikanska militärregeringen och stöttade Berlins filmindustri. Till detta hör flera lån som Martay ordnade hos den amerikanska militärregeringen för att kunna finansiera festivalen under dess första år. Den första filmfestivalen, eller Berlinale som man säger för det mesta, ägde rum 6 juni 1951 med visningen av Alfred Hitchcocks Rebecca i Titania-Palast. Den första festivalens motto var "Schaufenster der freien Welt".
Den första festivalledaren blev filmhistorikern Alfred Bauer som hade varit rådgivare till den brittiska militärregeringen efter kriget. Sedan den första festivalen delar man ut Guldbjörnen efter en förlaga av bildhuggaren Renée Sintenis. Vem skulle få priset avgjordes under de första åren genom publikens röstande och inte genom en jury. 1955 ändrades detta när FIAPF (International Federation of Film Producers Associations) officiellt likställde festivalens status med festivalerna i Cannes och Venedig. Festivalen blev en "A-festival" och utnämnde 1956 utefter FIAPF:s riktlinjer för första gången en internationell jury som delade ut Guldbjörnen och Silverbjörnen. De tidigare festivalerna var framförallt en publik- och glamourfestival med många filmstjärnor som Gary Cooper, Sophia Loren, Jean Marais, Richard Widmark, Jean Gabin, Michèle Morgan, Henry Fonda, Errol Flynn, Giulietta Masina, David Niven, Cary Grant, Jean-Paul Belmondo och Rita Hayworth.
Ändringar kom i slutet av 1960-talet på grund av den samhälleliga och politiska polariseringen; Vietnam-filmen o.k. av Michael Verhoeven ledde till en konflikt 1970, juryn avgick och tävlingsprogrammet avbröts. 1971 infördes Internationales Forum des jungen Films bredvid den traditionella tävlingen. Den skulle visa ung och progressiv film. En följd av Willy Brandts Ostpolitik och den påföljande öppningen gentemot östblocket gjorde att man 1974 för första gången visade en sovjetisk film, 1975 också en produktion från DDR. 1976 tog Wolf Donner över som festivalledare efter Alfred Bauer. Donner drev igenom ett antal ändringar och moderniseringar, bland annat förlades festivalen från sommar till vinter. Från 1987 och framåt delas HBTQ-priset Teddy Award ut.
2000 flyttades festival från Zoo Palast till Potsdamer Platz, där den åter blivit ett publikt evenemang med många tillresta filmstjärnor. 2007 års upplaga gästades av bland andra Clint Eastwood, Robert De Niro, Judi Dench, Sharon Stone, Steve Buscemi, Matt Damon, Lauren Bacall, Jennifer Lopez, Antonio Banderas och Cate Blanchett.

## Bilder

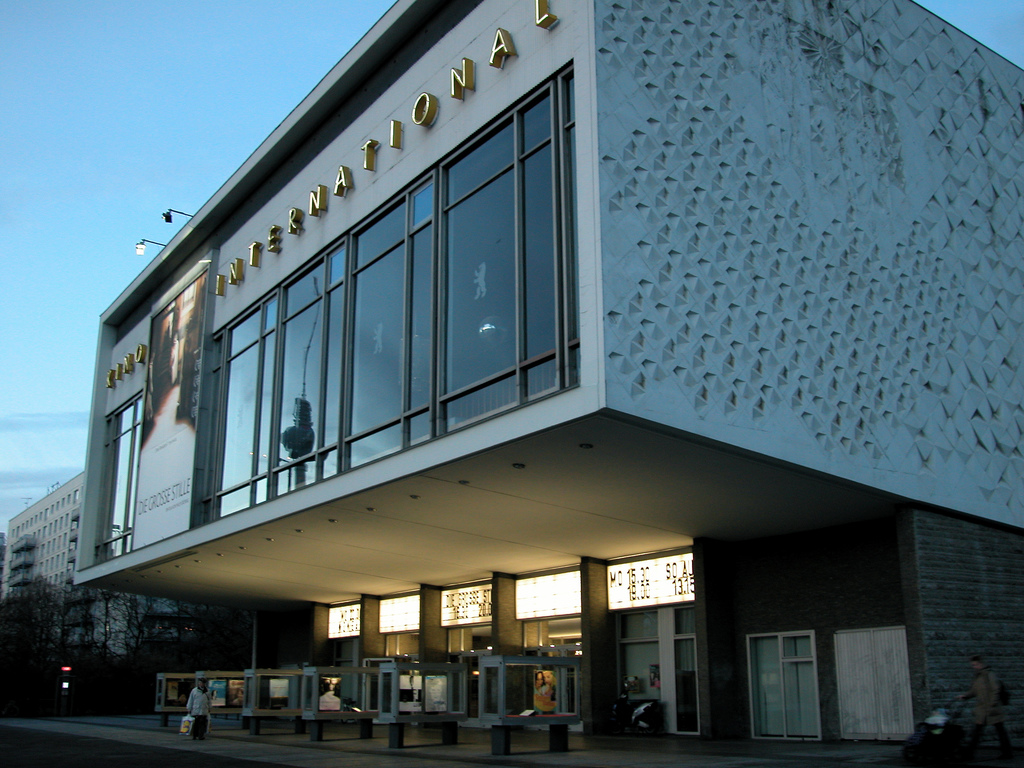
Kino International.
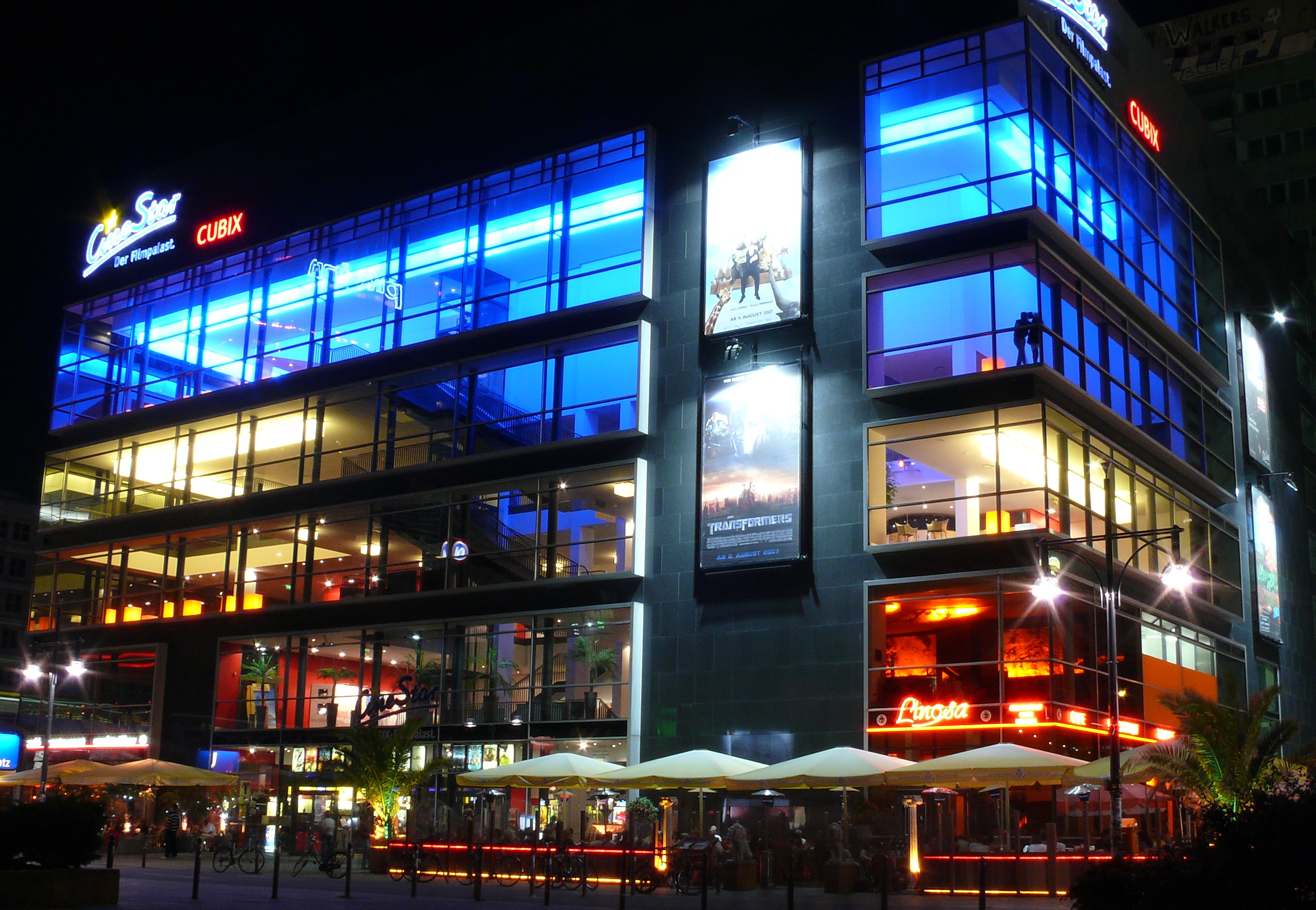
Cubix Kino.
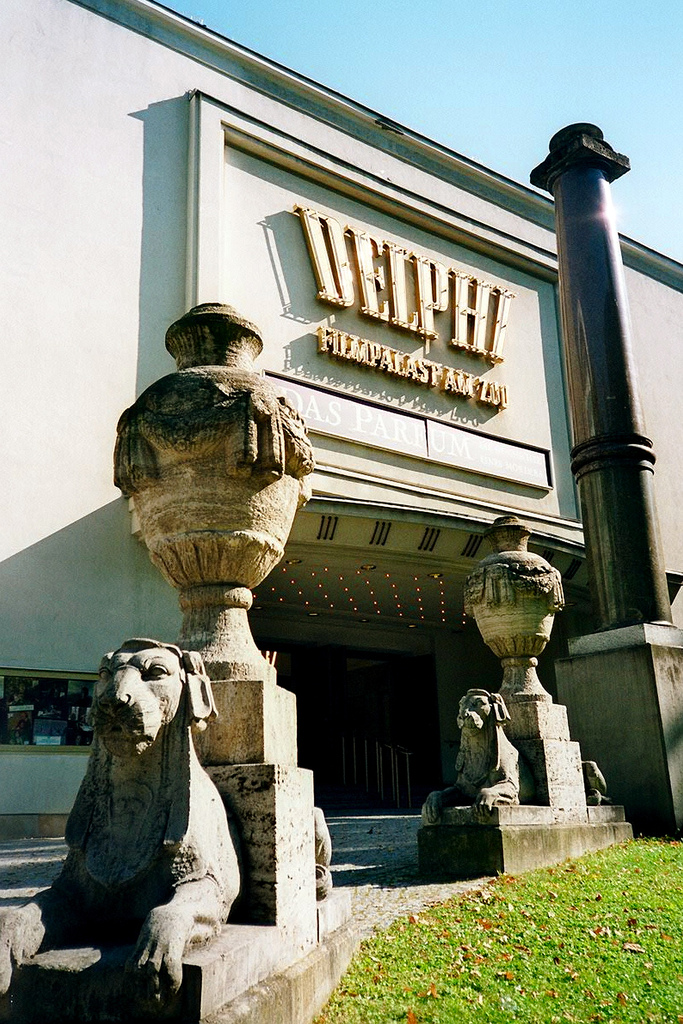
Delphi Filmpalats.
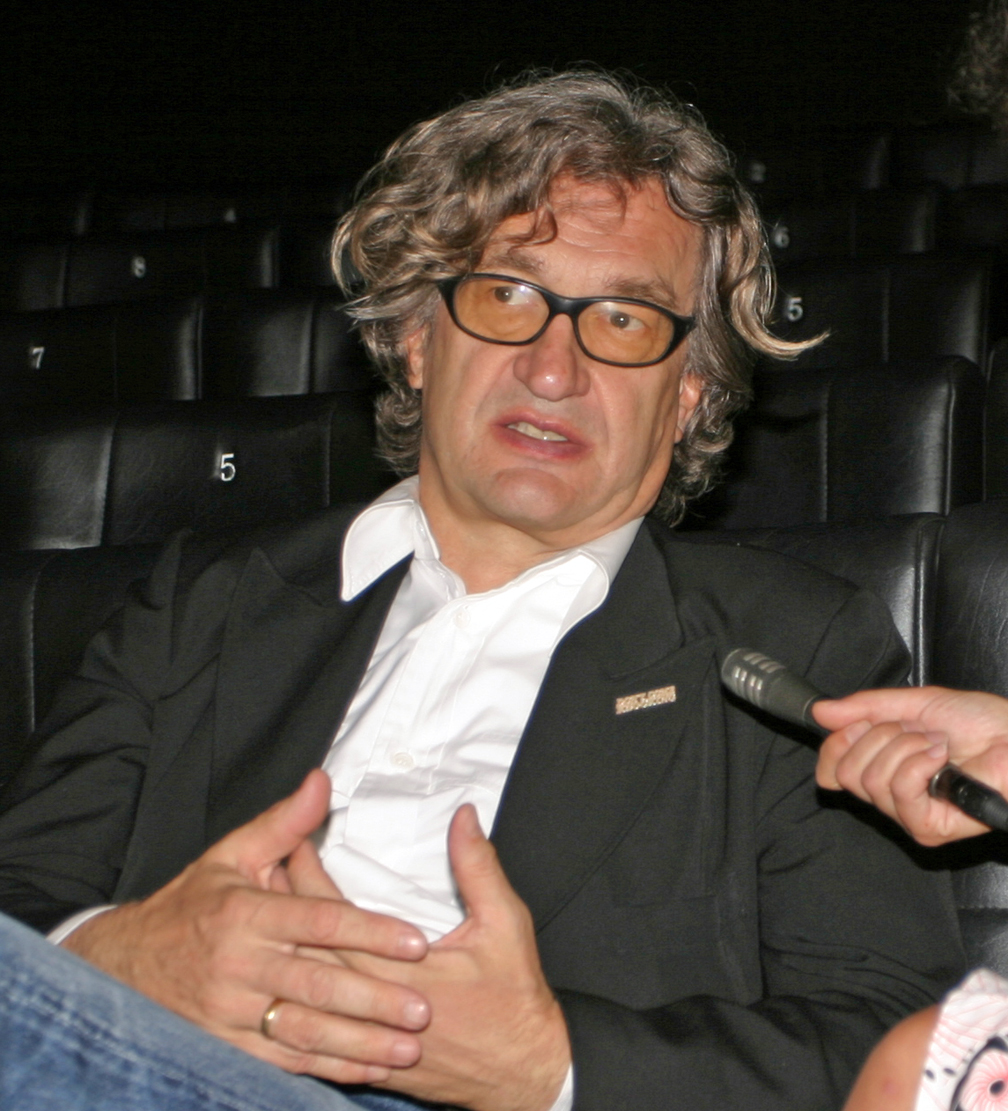
Wim Wenders.
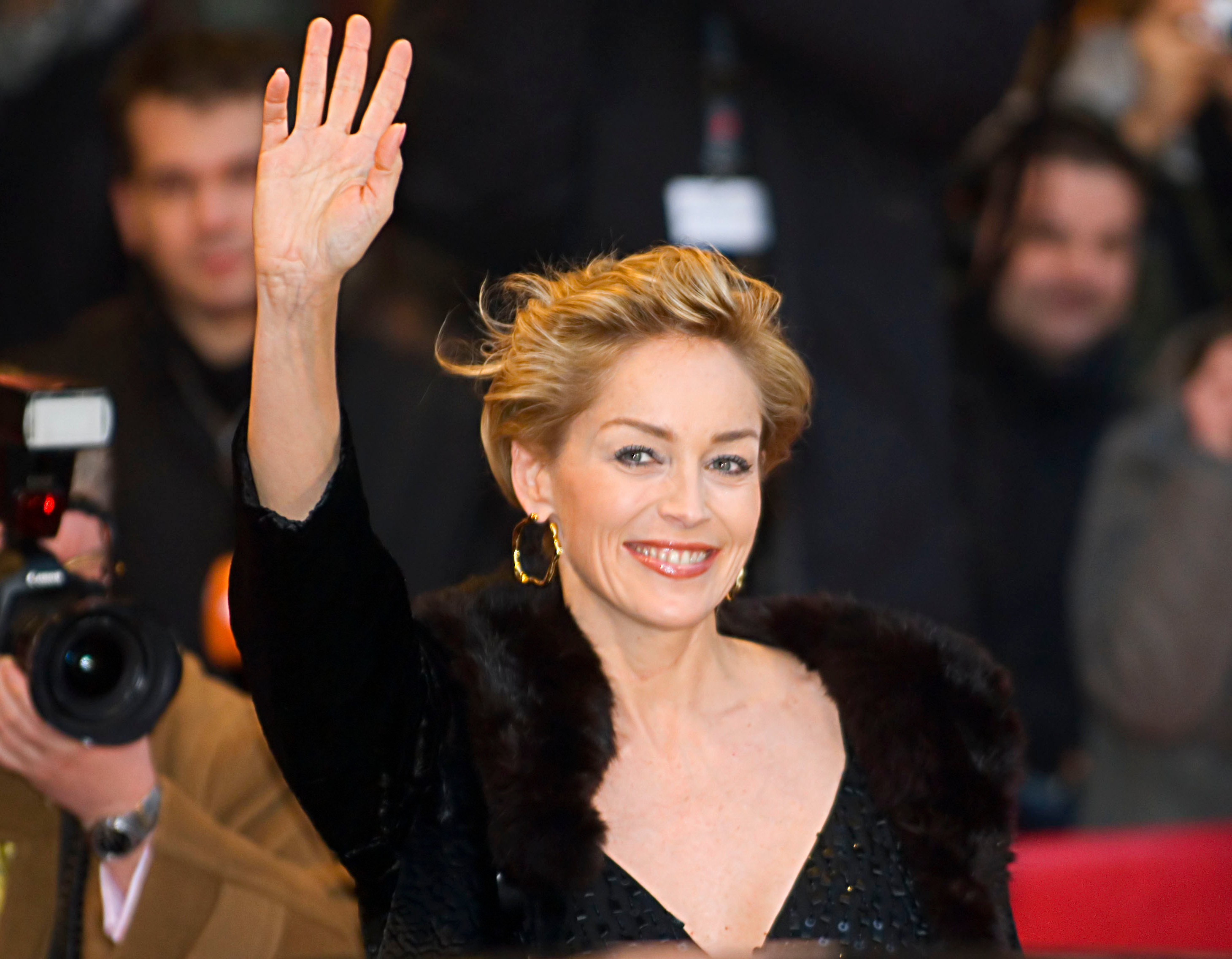
Sharon Stone.
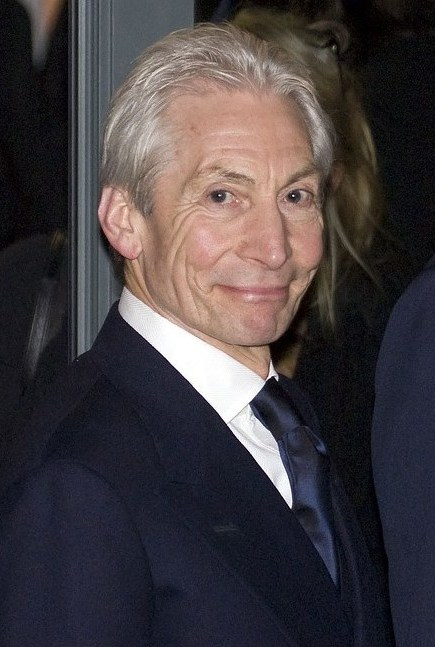
Charlie Watts gästade festivalen 2013.
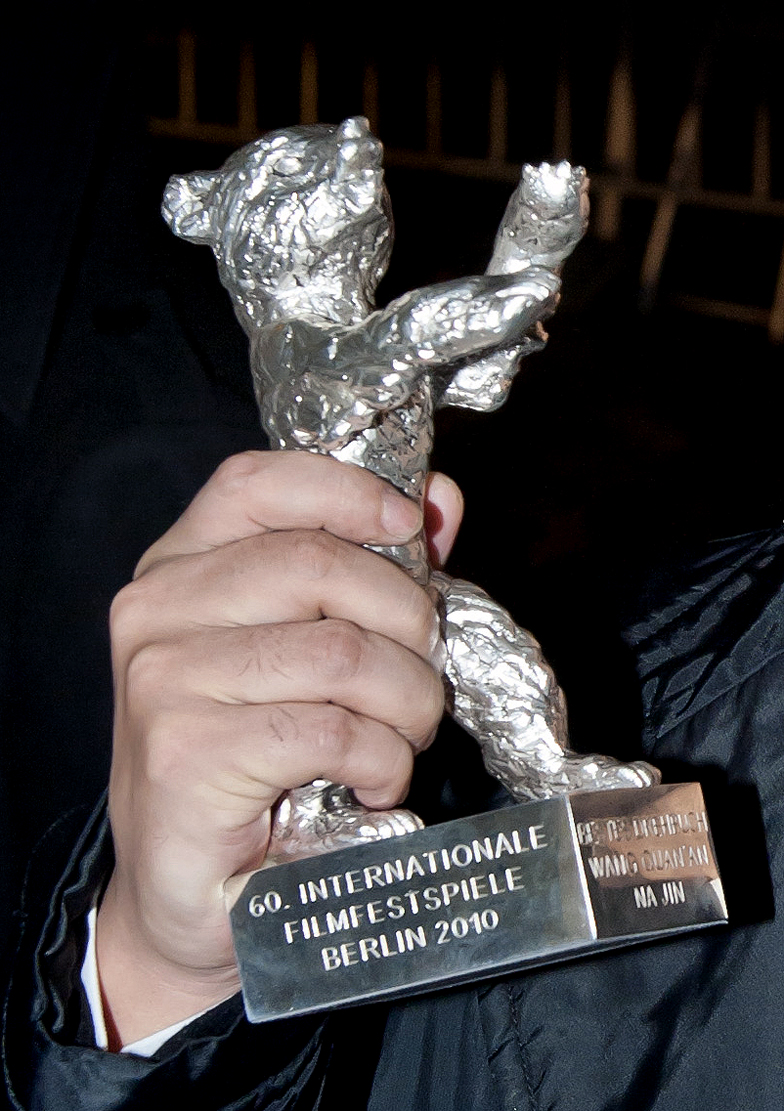
Silverbjörnen.